# شدى إف إم
شدى إف إم (بالفرنسية : Chada FM) هي إذاعة مغربية ، أسست في 13 من شتنبر 2006 ، توفر مجموعة من البرامج في إطار تقديم المعلومة والخدمات والترفيه، وتتميز بكونها إذاعة متعددة اللغات. وتمتد خدمتها على أغلب المناطق المغربية.

## برامج
تبث إذاعة شدى إف إم شبكة من البرامج التي تدخل في الإطار الترفيهي، السياسي، الرياضي، الأسري والديني. ومن بين أهم البرامج التي تعرض على الإذاعة:
| اسم البرنامج   | أيام العرض            | وقت العرض   | تقديم                    |
| -------------- | --------------------- | ----------- | ------------------------ |
| برلمان الشعب   | من الإثنين إلى الجمعة | 14:00-15:00 | حسين شهب                 |
| بيني وبينك     | من الإثنين إلى الجمعة | 22:00-00:00 | المهدي الوزاني           |
| Café sport     | الأحد                 | 18:00-22:00 | منير أوربي               |
| شدى الأطفال    | الأحد                 | 10:00-12:15 | فرح                      |
| شدى الأسرة     | من الإثنين إلى السبت  | 10:00-12:15 | هدى-جميلة                |
| دين ودنيا      | الجمعة                | 10:00-12:15 | الشيخ عبد الرحمان السكاش |
| عماد فلا راديو | من الإثنين إلى الجمعة | 7:00 10:00  | عماد قطبي                |

## الترددات
تمتد إشارة شدى إف إم في أغلب المدن تحت الترددات التالية:
- 94,3 طنجة
- 103,7 القنيطرة
- 103,7 الرباط
- 100,8 المحمدية
- 100,8 الدار البيضاء
- 100,8 بنسليمان
- 96,2 الجديدة
- 96,2 أزمور
- 97,9 برشيد
- 97,9 سطات
- 97,1 مراكش
- 103,4 ورززات
- 98,5 الصويرة
- 103,7 أكادير
- 105,6 الراشيدية
- 105,9 زاكورة
- 94,7 بني ملال-خريبكة
- 101,3 طانطان
- 97,9 بني احمد
- 88 تارودانت
- 88 الداخلة

## مشاكل

### برنامج دين ودنيا
واجهت إذاعة شدى إف إم مشاكل عديدة أثناء بثها لبرامجها، ويعرف برنامج دين ودنيا نسبة كبيرة منها سنة 2014، 2015 و2016 ومؤخرا وبعد حلقة بثت في 19 يناير 2018 تم توقيف البرنامج لأسبوعين من طرف المجلس الأعلى للاتصال السمعي البصري إثر تدخل لضيف البرنامج تضمن إخلالا بالمنظومة القانونية والتنظيمية الجاري بها العمل.
وكان ذلك في ما يخص الحكمة من العدة عند المرأة المتوفى عنها زوجها أو المطلقة، فبعد تلقي الضيف لسؤال أحد المستمعين جاء في جوابه عبارات شملت «لذلك أكثر النساء عرضة للسرطان هو النساء اللواتي يتعاطين للدعارة واللي تيتعاطوا للخيانة الزوجية» ماسا بذلك كرامة المرأة ومسببا لمشاكل قد تؤدي إلى عزوف النساء عن الكشف المبكر عن هذا المرض حسب المجلس.

## وصلات خارجية
- البث المباشر
- الموقع الإلكتروني